# Mållmätare
Mållmätare (Pelurga comitata) är en fjärilsart som beskrevs av Carl von Linné 1758. Mållmätare ingår i släktet Pelurga och familjen mätare. Arten är reproducerande i Sverige. Inga underarter finns listade i Catalogue of Life.

## Bildgalleri

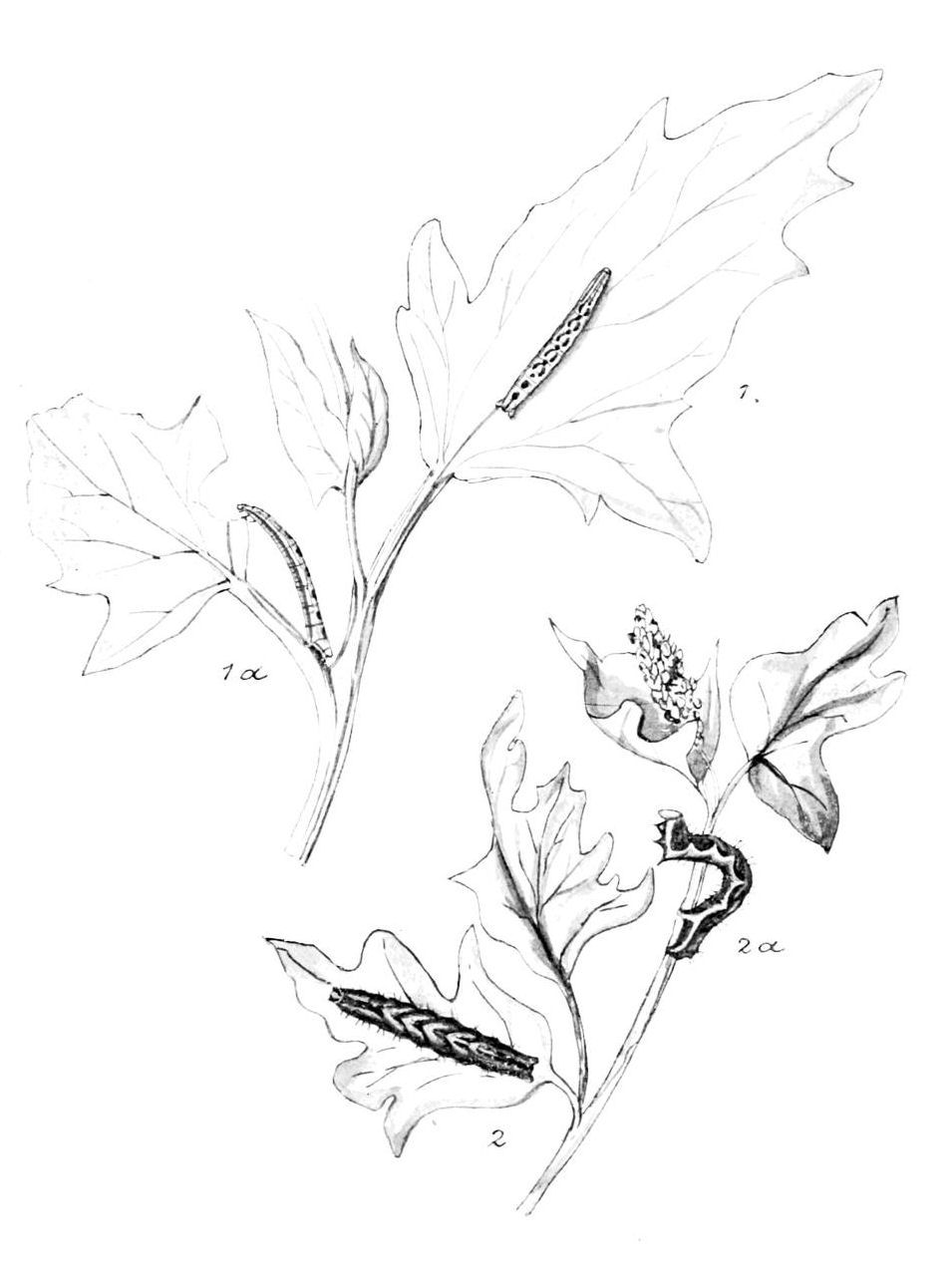
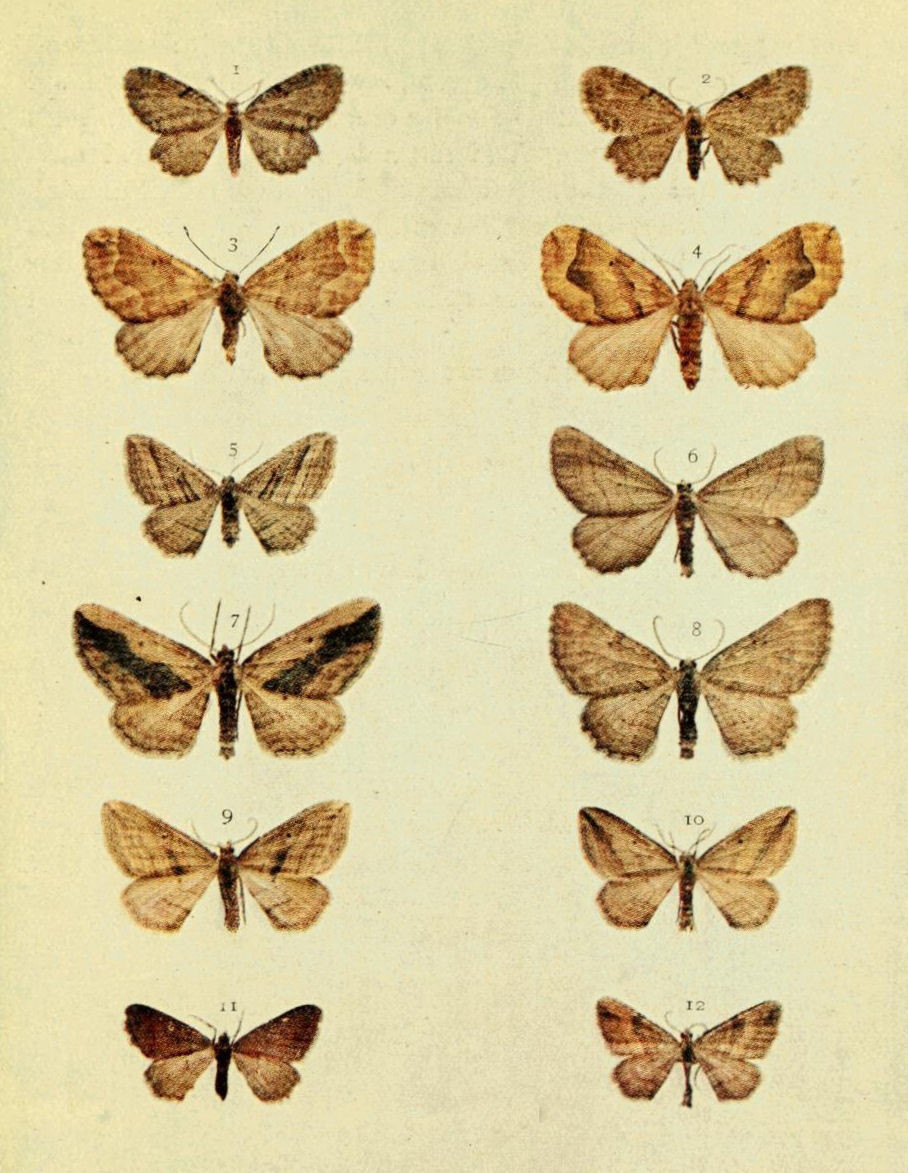
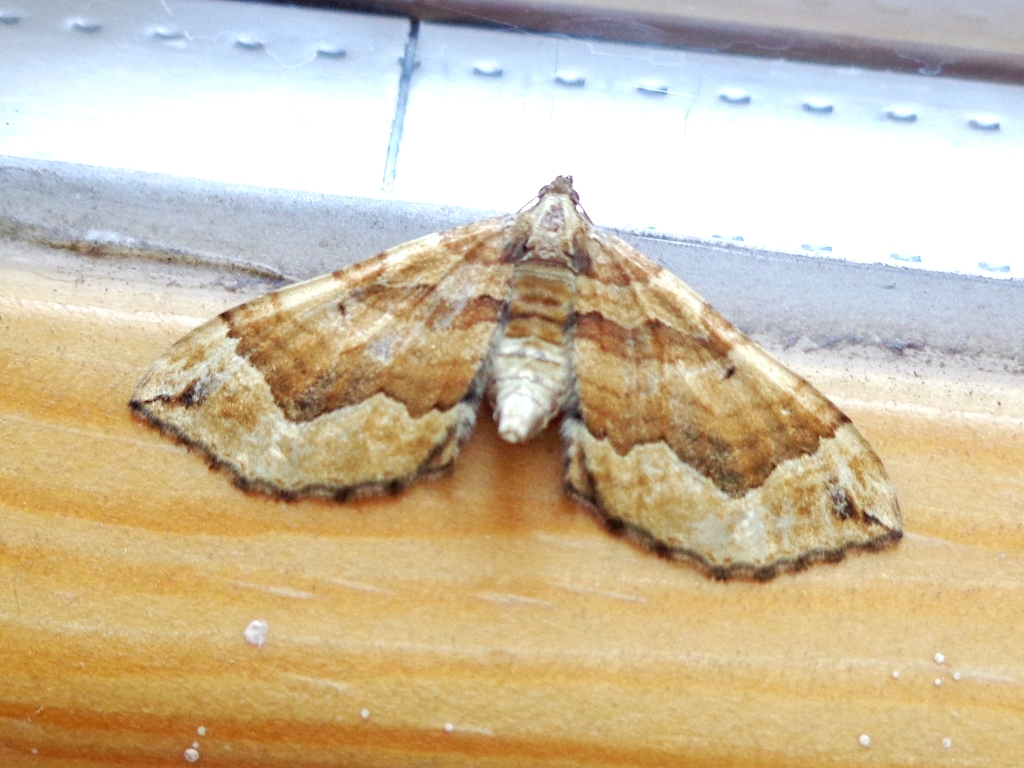
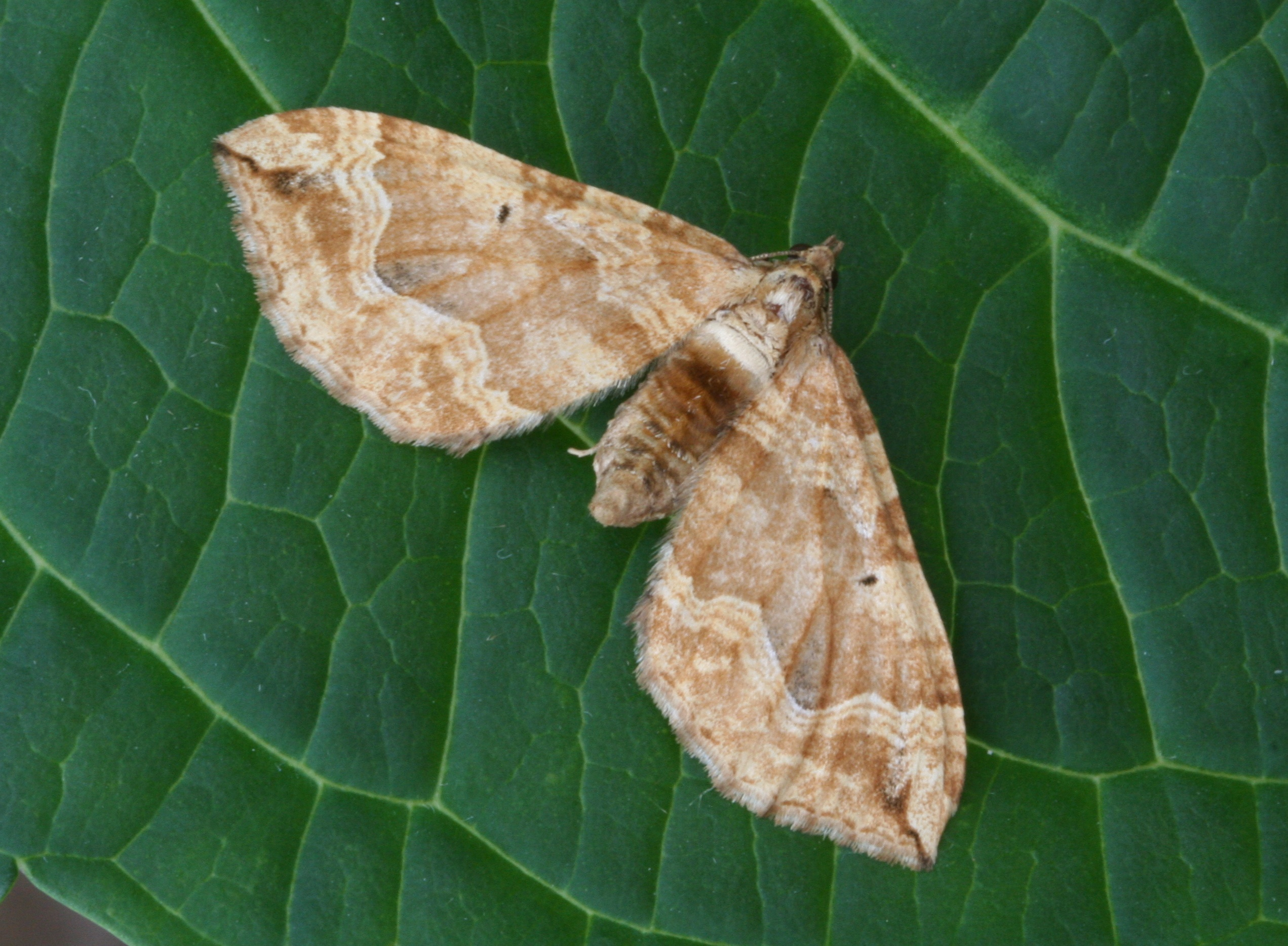
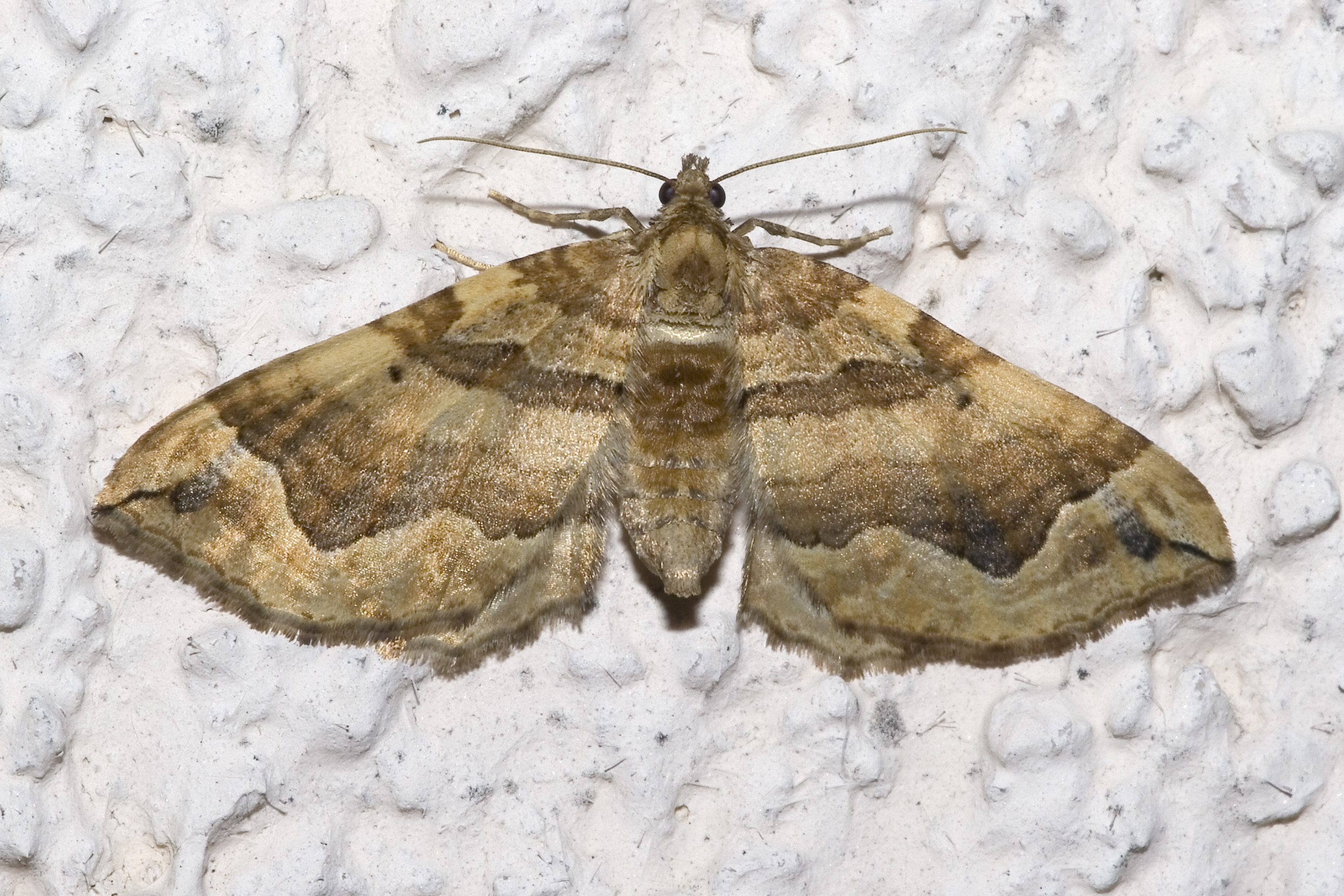
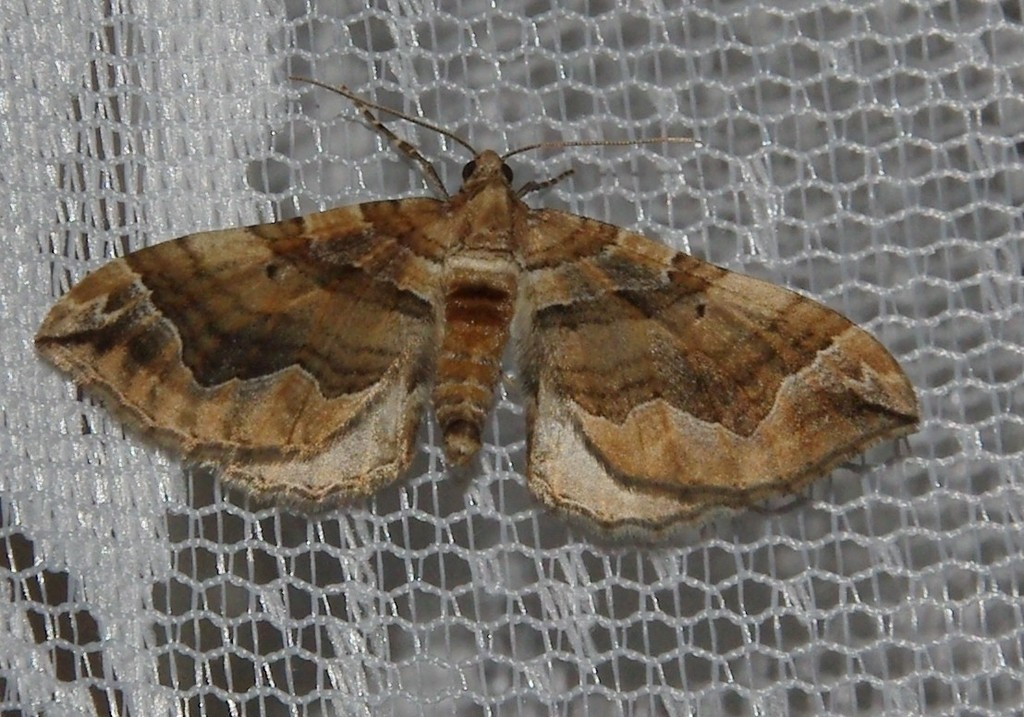